# Woman-Proof
Woman-Proof és una pel·lícula muda dirigida per Alfred E. Green i protagonitzada per Thomas Meighan, Mary Astor, Louise Dresser i Lila Lee. Basada en un guió de George Ade, es va estrenar el 28 d’octubre de 1923. Es considera una pel·lícula perduda.

## Argument
El germà i les dues germanes de Tom Rockwood intenten convèncer-lo de que es casi per tal que ells puguin heretar els diners que els va deixar el seu pare. Rockwood, un enginyer civil, rescata Louise Halliday, una amiga de la família i fillola de Bleech, l'advocat de la família Rockwood, d’un lloc que ha d’explotar, Automàticament se sent tan atret per la noia i decideix casar-s’hi. Bleech intenta trencar la parella perquè té altres plans nefasts per a l’herència, però fracassa. Tom i Louise es casen el darrer dia que el testament els assigna, salvant així la fortuna familiar.

## Repartiment
- Thomas Meighan (Tom Rockwood)
- Lila Lee (Louise Halliday)
- John St. Polis (Milo Bleech)
- Louise Dresser (Wilma Rockwood)
- Robert Agnew (Dick Rockwood)
- Mary Astor (Violet Lynwood)
- Edgar Norton (Cecil Updyke)
- Charles Sellon (oncle Joe Gloomer)
- George O'Brien (Bill Burleigh)
- Vera Reynolds (Celeste Rockwood)
- Hardee Kirkland (coronel Lynwood)
- Martha Mattox (Wistful Wooer)
- William Gonder (Isaac Diirge)
- Mike Donlin (supervisor)